# 藤田雅矢
藤田 雅矢（ふじた まさや、1961年 -）は、日本の小説家、植物育種家。京都市に生まれる。京都大学農学部卒、農学博士。京都大学SF研究会OB。日本SF作家クラブ会員。

## 略歴
学生時代より、SF同人誌『零』をのちにエッセイスト・小説家となる入江敦彦と主宰。
- 1986年 「一万年の貝殻都市」で第12回ハヤカワ・SFコンテスト参考作。
- 1995年 『糞袋』で第7回日本ファンタジーノベル大賞優秀賞受賞[2]。デビュー作となる。
- 1995年 童話「月当番」で第26回JOMO童話賞佳作。
- 2000年 短編「奇跡の石」で第12回SFマガジン読者賞国内部門1位。
- 2007年 短編「ダーフの島」で第18回SFマガジン読者賞国内部門1位。
- 2015年 『クサヨミ』で、Sakura Medal 2015 (Japanese MS Books) 受賞。

## 作品一覧

### 長編
- 糞袋（1995年12月、新潮社）ISBN 4104092010 ♯（2018年8月、惑星と口笛ブックス）
- 蚤のサーカス（1998年8月、新潮社）ISBN 4104092029 ♯（2014年4月、アドレナライズ）
- 星の綿毛（2003年10月、早川書房）ISBN 4152085266 ♯（2014年5月、アドレナライズ）
- クサヨミ（2013年8月、岩崎書店）ISBN 4265075037

♯印の作品は、電子化。

### 絵本
- つきとうばん（2006年6月、教育画劇）ISBN 4774607126
- キャベツめキャベツ（福音館書店）『ちいさなかがくのとも』2007年12月号

### 園芸実用書
- 捨てるな、うまいタネ（2003年5月、WAVE出版）ISBN 487290155X
- ひみつの植物（2005年4月、WAVE出版）ISBN 4872902203
- まいにち植物（2007年5月、WAVE出版）ISBN 4872902998
- 捨てるな、うまいタネ NEO（2010年6月、WAVE文庫）ISBN 978-4872904758

### 電子版短篇集
- 植物標本集（ハーバリウム）（2018年8月、アドレナライズ）

（収録作品）＊ダーフの島　＊世界玉　＊口紅桜　＊トキノフウセンカズラ　＊植物標本集（ハーバリウム）　＊ブルームーン　＊計算の季節　＊スヴァールバルからの便り
- 鬼になる（2018年8月、アドレナライズ）

（収録作品）＊鬼になる　＊暖かなテント　＊引きだし刑　＊幻肢（ファントム）の左手　＊釘拾い　＊舞花　＊Dovey Junction　＊最後の象　＊おちゃめ　＊銀のあしの象　＊歯神社　＊鉄塔の記憶
- エンゼルフレンチ（2018年8月、アドレナライズ）

（収録作品）＊奇跡の石　＊エンゼルフレンチ　＊飛行螺子　＊地球の裏側　＊こだま　＊RAIN　＊SHS88

### 私家本
- 植物掌景　－藤田雅矢　マイクロノベル自選集－（2024年4月）
- 世界掌景　－藤田雅矢　マイクロノベル自選集2－（2024年9月）

### 短編
- 螺旋の記憶 SFワールド6号（1984年）
- 計算の季節 『日本SF短篇50 IV』（ハヤカワ文庫JA）（初出 S-Fマガジン 1996年6月号）
- 引きだし刑 S-Fマガジン 1997年6月号
- ファントムの左手 S-Fマガジン 1998年11月号
- 鬼になる『現代の小説2000』（徳間書店）（初出 S-Fマガジン 1999年8月号）
- 奇跡の石 SFマガジン 2000年2月号、『日本SFの臨界点［恋愛篇］ 死んだ恋人からの手紙』（ハヤカワ文庫JA）
- 暖かなテント 異形コレクション14『世紀末サーカス』（廣済堂文庫）（2000年）
- 世界玉 異形コレクション16『帰還』（光文社文庫）（2000年）
- 舞花 異形コレクション綺賓館III『櫻憑き』（光文社ノベルズ）（2001年）
- ぬへこ SFマガジン 2001年9月号
- RAIN『SFバカ本 電撃ボンバー編』（メディアファクトリー）（2002年）、『日本SF・名作集成(第9巻)』（リブリオ出版）
- 飛行螺子 SFマガジン 2003年5月号
- 月当番 SFマガジン 2003年12月号（JOMO童話賞佳作で、絵本「つきとうばん」の原型）
- 地球の裏側 SFマガジン 2004年12月号
- ダーフの島 SFマガジン 2006年2月号
- 口紅桜 SFマガジン 2007年2月号
- トキノフウセンカズラ『短篇ベストコレクション―現代の小説2009』（徳間文庫）（初出 SFマガジン 2008年5月号）
- ブルームーン ビッグ・イシュー日本版103号（2008年）
- 釘拾い 異形コレクション41『京都宵』（光文社文庫）（2008年）
- Dovey Junction 「はじめて降りた駅」webアンソロジー（2009年）
- エンゼルフレンチ NOVA 書き下ろし日本SFコレクション『NOVA1』（河出文庫）（2009年）
- おちゃめ 異形コレクション48『物語のルミナリエ』（光文社文庫）（2011年）
- 植物標本集（ハーバリウム）NOVA 書き下ろし日本SFコレクション『NOVA7』（河出文庫）（2012年）
- こだま IHI空想ラボラトリー掲載（2014年）
- 最後の象 人工知能 Vol.30 No.3 （2015年）
- 銀のあしの象　ベネッセコーポレーション「小学5年生　フシギ大発見ブック」（2016年）
- スヴァールバルからの便り『植物標本集（ハーバリウム）』（アドレナライズ）（2018年）
- 歯神社（第2回大阪てのひら怪談）『鬼になる』（アドレナライズ）（2018年）
- 鉄塔の記憶（短歌）『鬼になる』（アドレナライズ）（2018年）
- SHS88『エンゼルフレンチ』（アドレナライズ）（2018年）
- ZOO『万象』（惑星と口笛ブックス）（2018年）
- 贋冬『万象ふたたび』（惑星と口笛ブックス）（2021年）
- シダーローズの時間『京都SFアンソロジー：ここに浮かぶ景色』(Kaguya Books)（2023年）
- ブランコ『万象3』（惑星と口笛ブックス）（2023年）
- 空の瞳『IMAGINARC－想像力の音楽－』プログラム冊子（2024年）

### コラムなど
- トンネルの中の「ユニオンジャック」　別冊宝島WT⑧「ロンドン攻略読本」（1996年）
- イングリッシュ・ガーデンの作り方　別冊宝島WT⑧「ロンドン攻略読本」（1996年）
- 変わりダネ植物誌　日経サイエンス 2007年3月号～8月号
- 父の友（エッセイ）母の友 2010年12月号、2011年1月号、2月号
- みちくさ野の草 なごみ 2011年1月号～12月号
- 特集 変化朝顔の不思議 なごみ 2012年8月号
- みちくさ植物 読売新聞金曜夕刊（週一コラム）2011年10月-2013年9月
- ハヤカワ文庫SF総解説 ジョナサンと宇宙クジラ、都市、瞬きよりも速く SFマガジン2015年4月号,6月号,8月号（『ハヤカワ文庫SF総解説2000』）
- オールタイム・ベストSF映画総解説　サイレント・ランニング、幻の湖、サマータイムマシン・ブルース、ハプニング　SFマガジン2017年10月号、12月号、2018年2月号

### 翻訳作品
- 「エンゼルフレンチ」’Angel French' Speculative Japan 3: Silver Bullet and Other Tales (Kurodahan Press)
- 「奇跡の石」《奇跡之石》風間 訳《科幻世界·訳文版》2010年10号
- 「キャベツめキャベツ」韓国版  「양배추와 방울양배추」（ヨウォンメディア）
- 「キャベツめキャベツ」繁体版　「和爺爺一起種菜」（小行星）